# Aparecida do Norte (Coronel Fabriciano)
Aparecida do Norte é um bairro do município brasileiro de Coronel Fabriciano, no interior do estado de Minas Gerais. Localiza-se no distrito-sede, estando situado no Setor 2. Segundo o censo demográfico de 2022, realizado pelo Instituto Brasileiro de Geografia e Estatística (IBGE), sua população era de 3 900 habitantes e havia 1 473 domicílios particulares permanentes ocupados.
De acordo com o IBGE, em 2010 a população era de 3 994 habitantes e havia 1 384 domicílios particulares.
O bairro foi criado em 1960, após a área — até então conhecida como Brejo — ser loteada por Beltrano Lopes. Seu nome é uma homenagem à devoção de um falecido casal de moradores, dona Maria e Francisco Serafim, à Nossa Senhora da Conceição Aparecida.

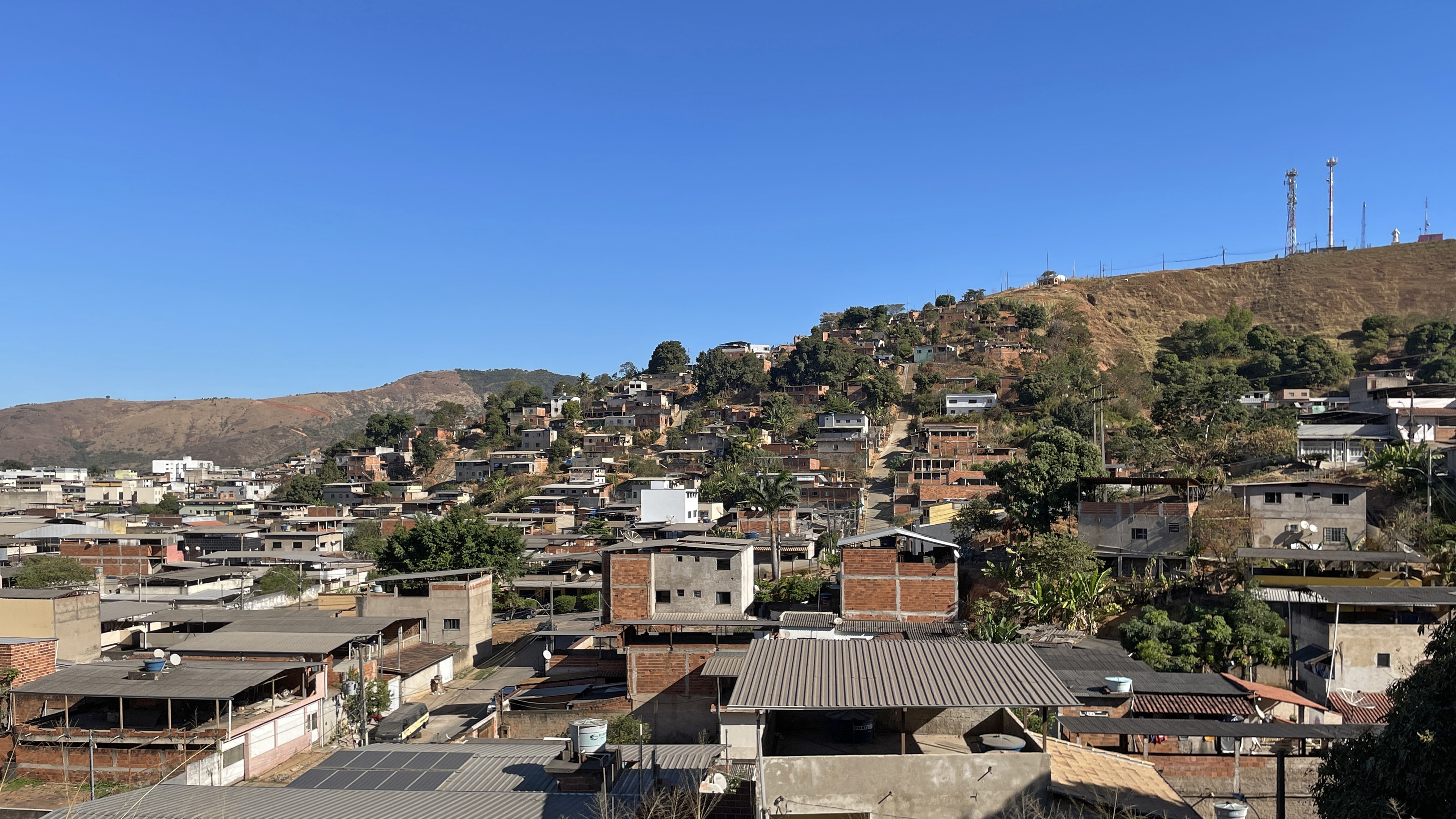
Vista parcial do bairro a partir da Avenida Tancredo Neves
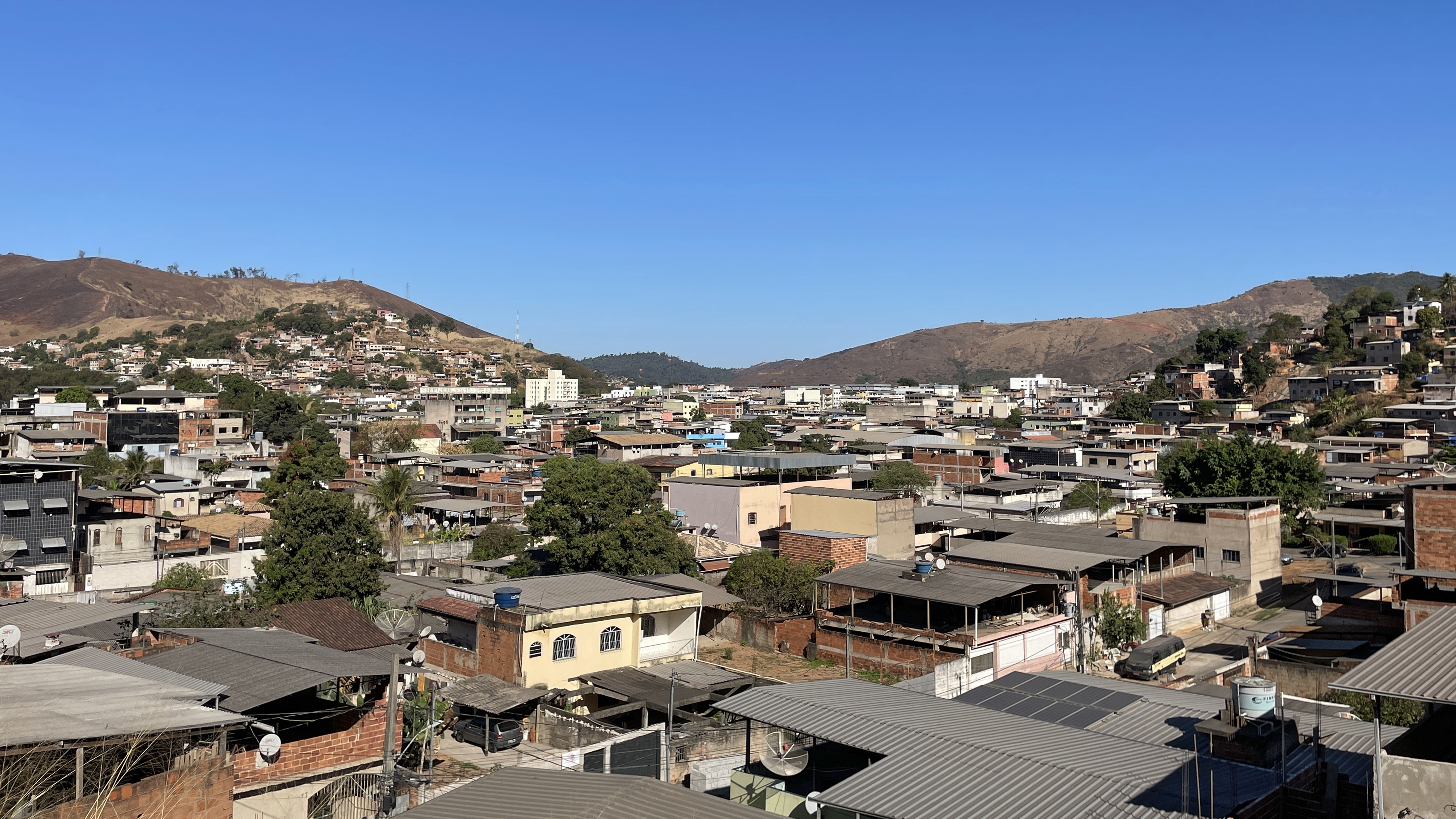
Bairro Aparecida do Norte com o Morada do Vale e Santa Terezinha II ao fundo
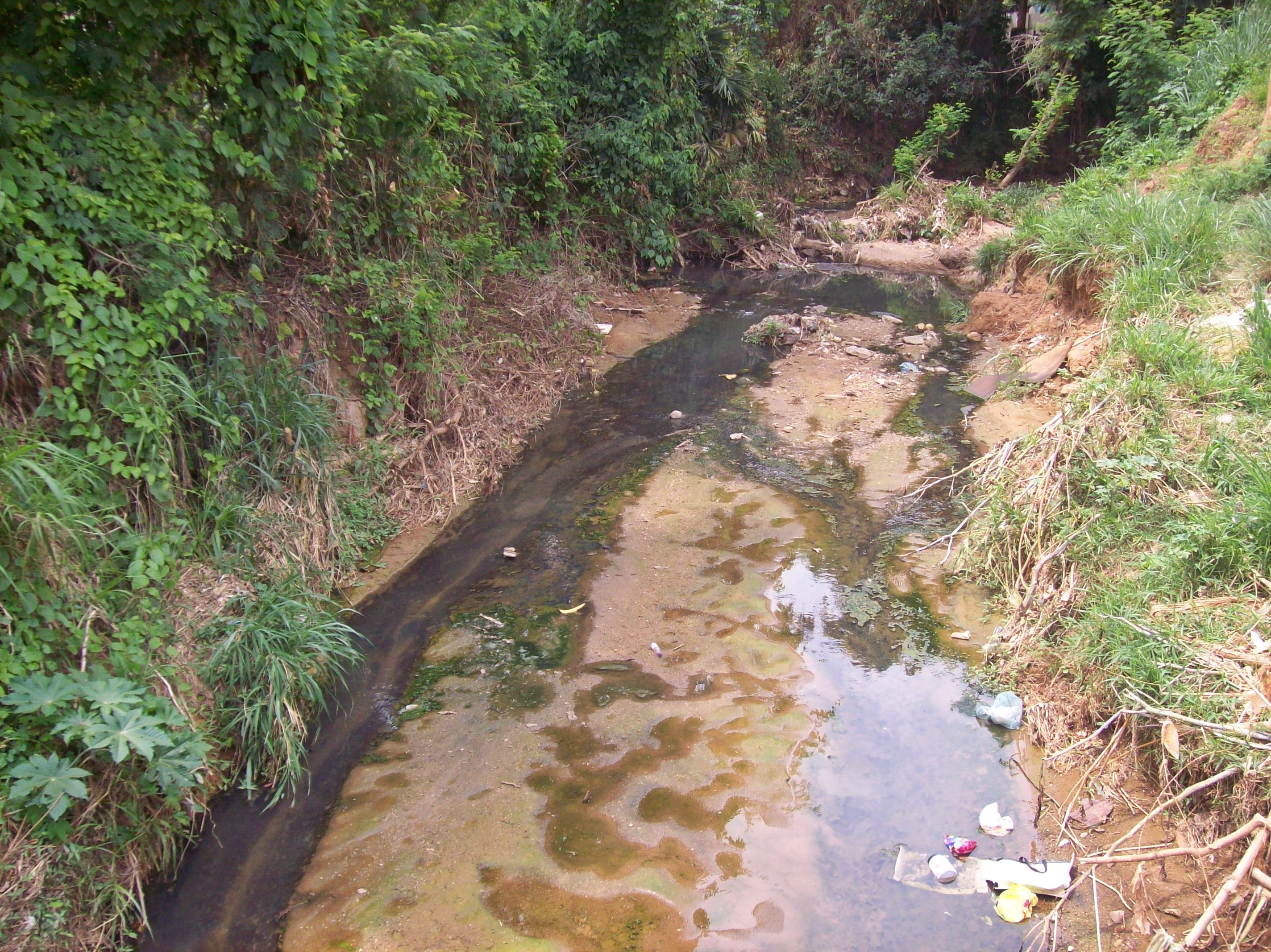
Ribeirão Caladinho entre os bairros Aparecida do Norte e Universitário
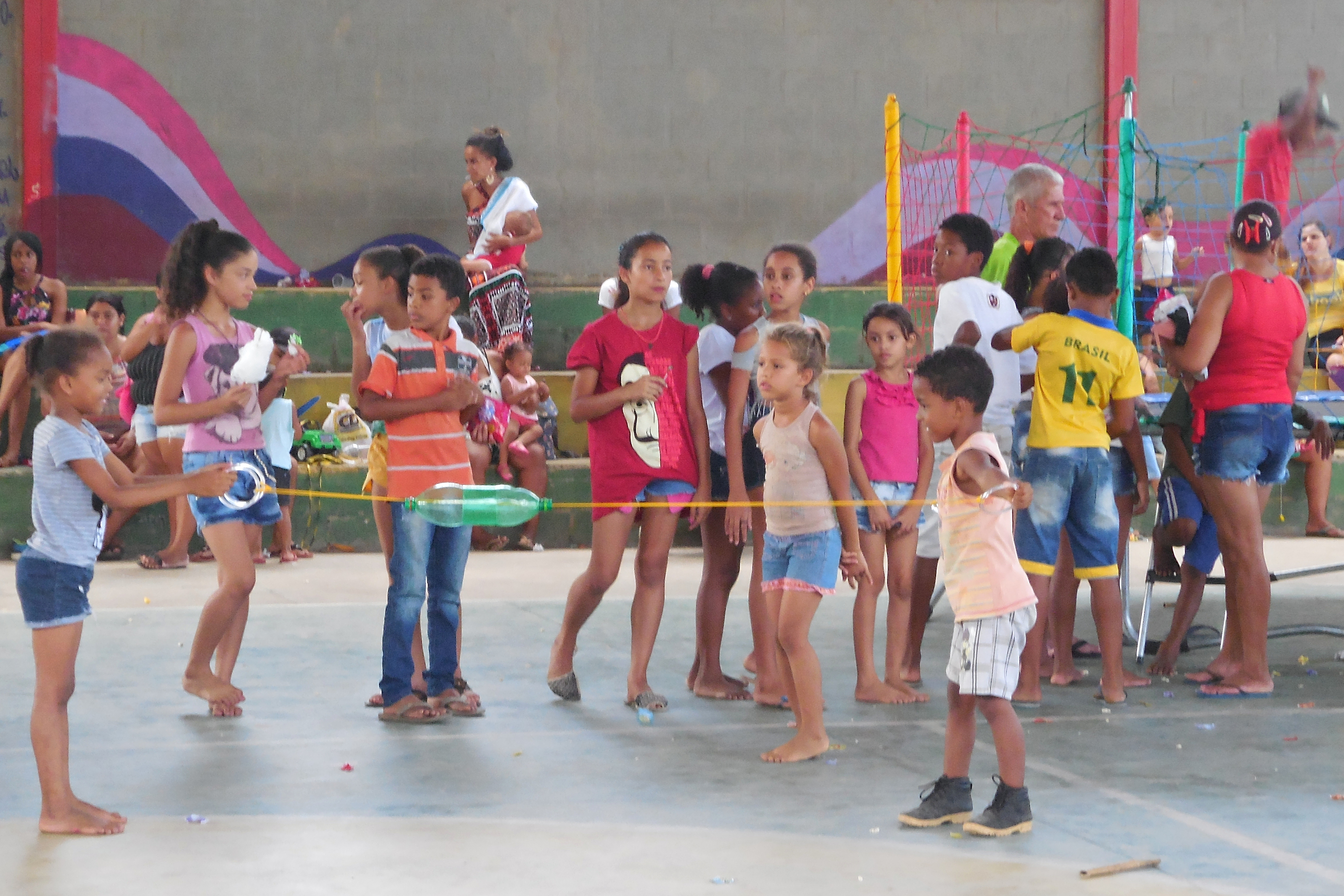
Crianças brincando na quadra esportiva do bairro